# لي تشاي يونغ
لي تشاي يونغ هي ممثلة كورية جنوبية. ولدت في 29 أبريل 1986 في سول، كوريا الجنوبية.

## الحياة الشخصية
التحقت لي بمدرسة «ثانوية مريم للبنات» خلال فترة شبابها، ثم التحقت لاحقًا بجامعة دانكوك، من هواياتها هي السباحة والجودو، تسمى أحيانًا باسم «ليتل جانج»؛ لقبت بهذا بسبب تشابهها مع الممثلة جانغ جين يونغ.
يشار إليها أحيانًا باسم «ليتل جانج»؛ بسبب تشابهها مع الممثلة جانغ جين يونغ.

## فيلموغرافيا

### أفلام
- 2008: Life is Cool – كيم مي يونغ
- 2008: Truck – هان سايت بيول
- 2009: Flight – سوو آه
- 2011: Bicycle Looking for a Whale/Miracle – يونغ تشاي
- 2012: The Grand Heist – سيول هوا
- 2013: Secretly, Greatly – ران
- 2013: The Devil Rider – سيو ايون
- 2015: The Mirror
- 2021: Tomb of the River [5]
- 2021 : Lady Gambler – ميمي [6]
- Filming: The Kid Deserves To Die

### مسلسلات تلفزيونية
- أمتان - لي هوا يونغ
- أكثر من مجرد خادمة - جا هي-آه
- منزل للصيف - جو سانغ مي[7]
- رجل وراء حجاب (2020)[8]
- امرأة وراء حجاب (2023)[9]
- العائلة: الرابطة التي لا تنكسر - يون تشاي ري (2023).[10]

## الجوائز والترشيحات
| عام  | جائزة                   | فئة                                | عمل      | نتيجة | المرجع. |
| ---- | ----------------------- | ---------------------------------- | -------- | ----- | ------- |
| 2014 | جوائز كي بي اس الدرامية | أفضل ممثلة مساعدة                  | أمتان    | فوز   |         |
| 2020 | جوائز كي بي اس الدرامية | جائزة التميز، ممثلة في دراما يومية | سر الرجل | فوز   | [ 11 ]  |
| 2021 | 7 جوائز APAN Star       | جائزة التميز، ممثلة في مسلسل درامي | سر الرجل | رشح   | [ 12 ]  |

## وصلات خارجية
- لي تشاي يونغ على موقع IMDb (الإنجليزية)
- لي تشاي يونغ على موقع ألو سيني (الفرنسية)
- لي تشاي يونغ على موقع قاعدة بيانات الفيلم (الإنجليزية)
- لي تشاي يونغ على موقع كينوبويسك (الروسية)